# Lussac (Charente-Maritime)
Lussac település Franciaországban, Charente-Maritime megyében. Lakosainak száma 43 fő (2022. január 1.). Lussac Clion, Saint-Georges-Antignac és Saint-Germain-de-Lusignan községekkel határos.

## Népesség
A település népességének változása:
| Lakosok száma | 39   | 31   | 48   | 48   | 58   | 59   | 52   | 47   | 47   | 43   |
|               | 1968 | 1982 | 1990 | 2006 | 2013 | 2015 | 2017 | 2019 | 2020 | 2022 |